# Nese
Nese [ˈneːze] (Nés [ˈnes] in dialetto bergamasco) è una frazione italiana (fino al 1939 comune indipendente) del comune di Alzano Lombardo, della provincia di Bergamo, in Lombardia.

## Geografia fisica

### Territorio

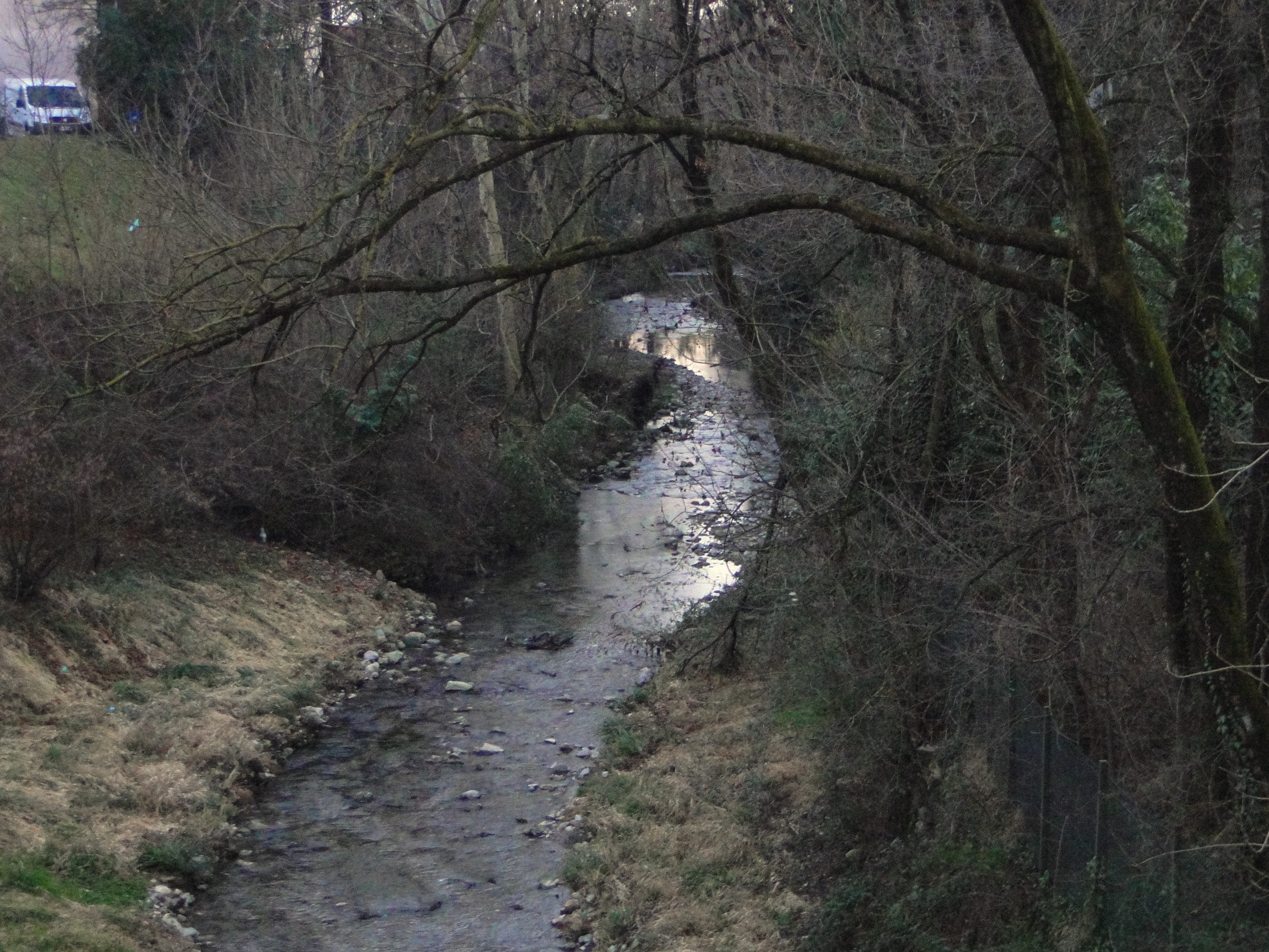
Il torrente Nesa

Situato sulla destra orografica della val Seriana, a circa sette chilometri da Bergamo, la frazione di Nese si trova al termine della piccola valle del Nesa che, percorsa dall'omonimo torrente, degrada dai monti Filaressa e Canto Alto, spartiacque con la val Brembana.
Il borgo, ormai fuso in un unico nucleo abitativo con il capoluogo Alzano Lombardo, confina a Nord con Burro e Busa ed a Nord-Ovest con Olera, frazioni alzanesi. Ad Ovest il monte Zuccone e, nel tratto più a valle, il torrente Nesa lo dividono amministrativamente dal comune di Ranica, mentre ad Est è delimitato da Alzano Lombardo e dall'altra frazione di Brumano mediante una linea di confine che include soltanto la base dei colli Frontale e Ganda.
Fin dall'epoca medievale il comune di Nese ha incluso nei suoi confini anche le località della Busa e di Burro. La prima è posta alla confluenza tra la valle del Nesa con quella proveniente da Olera, mentre la seconda è situata poco più in alto, ad un'altezza di circa 550 m s.l.m. La superficie comunale era pari a 478 ettari, saliti poi a 908 dopo l'annessione delle frazioni di Olera, avvenuta nel 1925 e di Monte di Nese, nel 1928.
Per ciò che concerne l'idrografia il principale corso d'acqua è il Nesa, affluente del Serio da destra, che lega il proprio nome a quello del borgo, percorrendolo da Nord a Sud. È inoltre presente un canale artificiale, denominato Roggia Serio Grande, che fin dall'epoca medievale solca la porzione meridionale del territorio anesiate.

## Origini del nome
Tutt'altro che certa è l'origine del nome. Un'ipotesi vorrebbe farlo derivare da Ani, divinità etrusca equivalente al romano Giano, mentre un'altra congettura lo farebbe dipendere da Nesa, corso d'acqua che attraversa il paese. Quest'ultimo sarebbe collegabile al sostantivo latino amnis, che starebbe ad indicare una corrente impetuosa, un torrente rapido. Il paese inoltre, era un luogo importante nella Bergomum di età romana (conosciuto con il nome di "Anesia"), posto in prossimità dell'importante Via Mercatorum, importante insieme di sentieri e mulattiere che collegava comuni della Val Seriana e della Val Brembana. 

## Storia

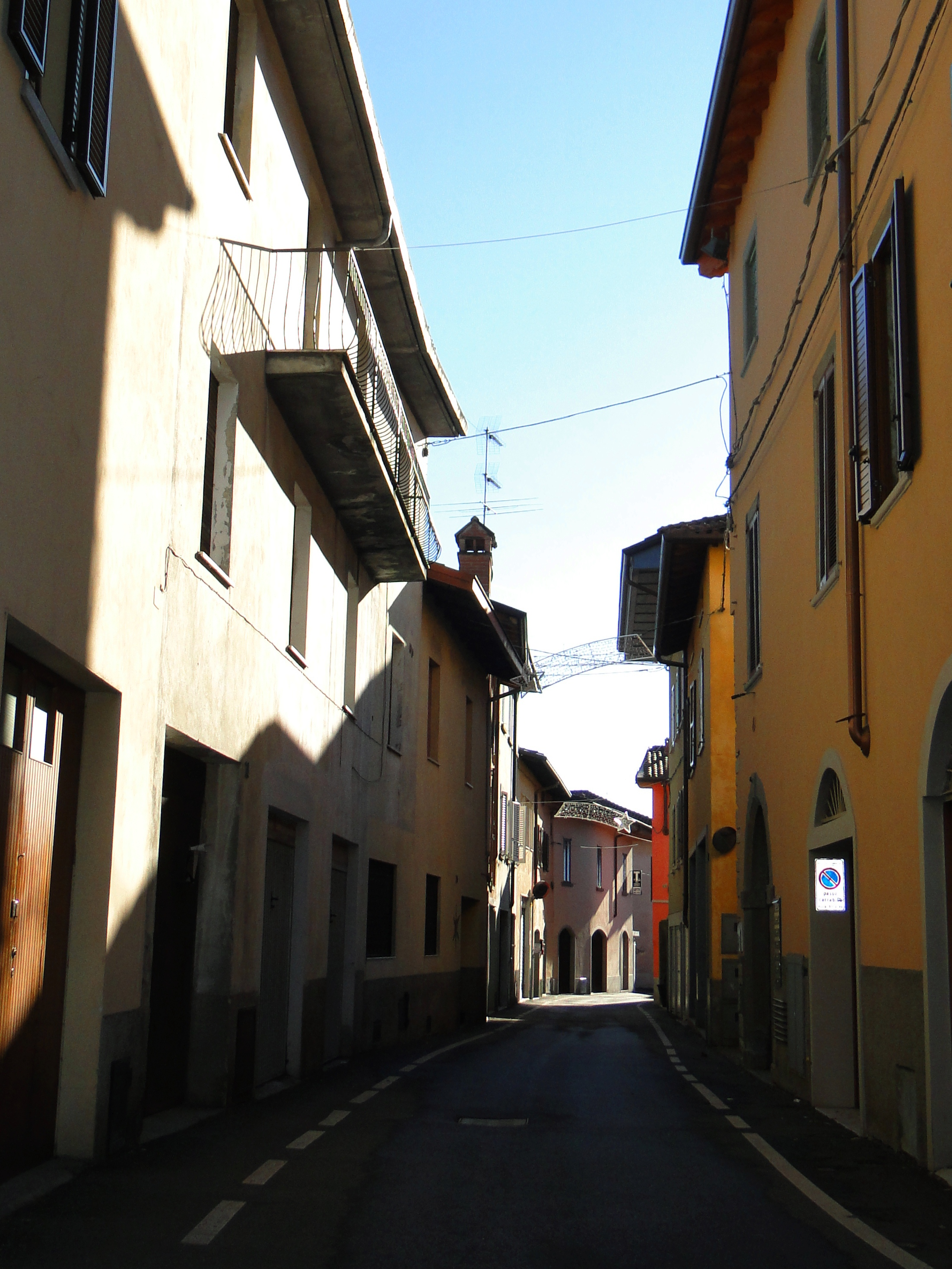
Centro storico di Nese

I primi insediamenti risalirebbero al VI secolo a.C., quando nella zona si stabilirono popolazioni di origine ligure, dedite alla pastorizia, tra cui gli Orobi. Ad essi si aggiunsero ed integrarono, a partire dal V secolo a.C., le popolazioni di ceppo celtico, tra cui i Galli Cenomani. Questi ultimi si stanziarono prevalentemente nella valle del Nesa, costituendo primitivi accampamenti presso Nese e Brumano.
Tuttavia la prima vera e propria opera di urbanizzazione fu opera dei Romani, che conquistarono la zona e la sottoposero a centuriazione, ovvero ad una suddivisione dei terreni a più proprietari, a partire dal I secolo d.C.. Questa opera assegnò appezzamenti più o meno vasti a coloni e veterani di guerra, di origine o acquisizione romana, i quali bonificarono i terreni al fine di poterli sfruttare per coltivazioni agricole ed allevamento di bestiame.
A quel periodo risale inoltre una lapide, considerata il principale reperto storico rinvenuto nei confini comunali ed ora custodita presso il Museo archeologico di Bergamo, ritrovata verso la metà del XIX secolo nel campanile della chiesa parrocchiale di San Giorgio.
Databile al I secolo d.C., descrive un lascito effettuato da tale “Sura” agli abitanti di Nese e di Brumano, definendoli come “vicanis”, fornendo importanti indicazioni su come anche quei due piccoli borghi fossero a loro volta elevati al rango di vicus.
In ogni caso, durante l'epoca romana questi centri avevano dimensioni molto ridotte e si basavano principalmente sulla pastorizia.
Nel corso del VI secolo si verificò l'arrivo dei Longobardi, che insediarono presso Nese lo sculdascio, un funzionario minore dipendente dai gastaldi, a loro volta legati direttamente al re. Questa popolazione si radicò notevolmente sul territorio, influenzando a lungo gli usi degli abitanti: si consideri infatti che il diritto longobardo rimase “de facto” attivo nelle consuetudini della popolazione fino al XV secolo.
Nell'VIII secolo ai longobardi subentrarono i Franchi che, al contrario dei predecessori, rimasero estranei alla vita sociale e politica dei territori assoggettati, nei quali instaurarono un sistema feudale, inserito nell'ambito del Sacro Romano Impero. A tal riguardo nel 974 l'imperatore Ottone II investì Ambrogio I, Vescovo di Bergamo, del titolo di Signore delle terre della valle Seriana, sulle quali aveva giurisdizione in ambito civile, penale ed ecclesiastico.
Anche i primi documenti in cui viene citato il nome del paese risalgono al X secolo, precisamente al 910, quando si trova menzionato il nome di Anesio.

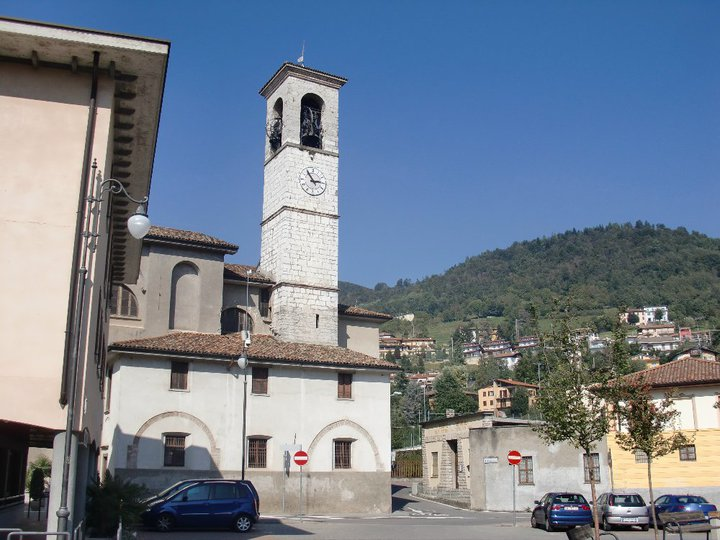
La chiesa parrocchiale vista da piazza Berizzi

Ben presto però l'autorità vescovile cominciò a rivelarsi opprimente per i borghi che richiedevano una sempre maggiore autonomia: tra il XII ed il XIII secolo Nese riuscì ad emanciparsi, ergendosi a comune posto sotto il controllo della città di Bergamo, che lo inserì nella circoscrizione denominata “Facta della porta di San Lorenzo”.
Inizialmente Nese (in quei tempi citato come Anexie) venne incluso in un comune posto direttamente alle dipendenze della città di Bergamo, in cui erano compresi anche i borghi di Monte di Nese e Ponteranica. Nel 1466 si separò da quest'ultimo paese, dando vita ad una nuova realtà comunale nella quale vennero inseriti anche Monte di Nese e le località di Burro e della Busa.
Questa nuova condizione permise ai comuni di gestire in autonomia lo sfruttamento dei boschi e dei pascoli, di poter definire confini amministrativi e viabilità, di organizzare liberamente il culto e di gestire l'utilizzo delle acque della roggia Serio Grande.

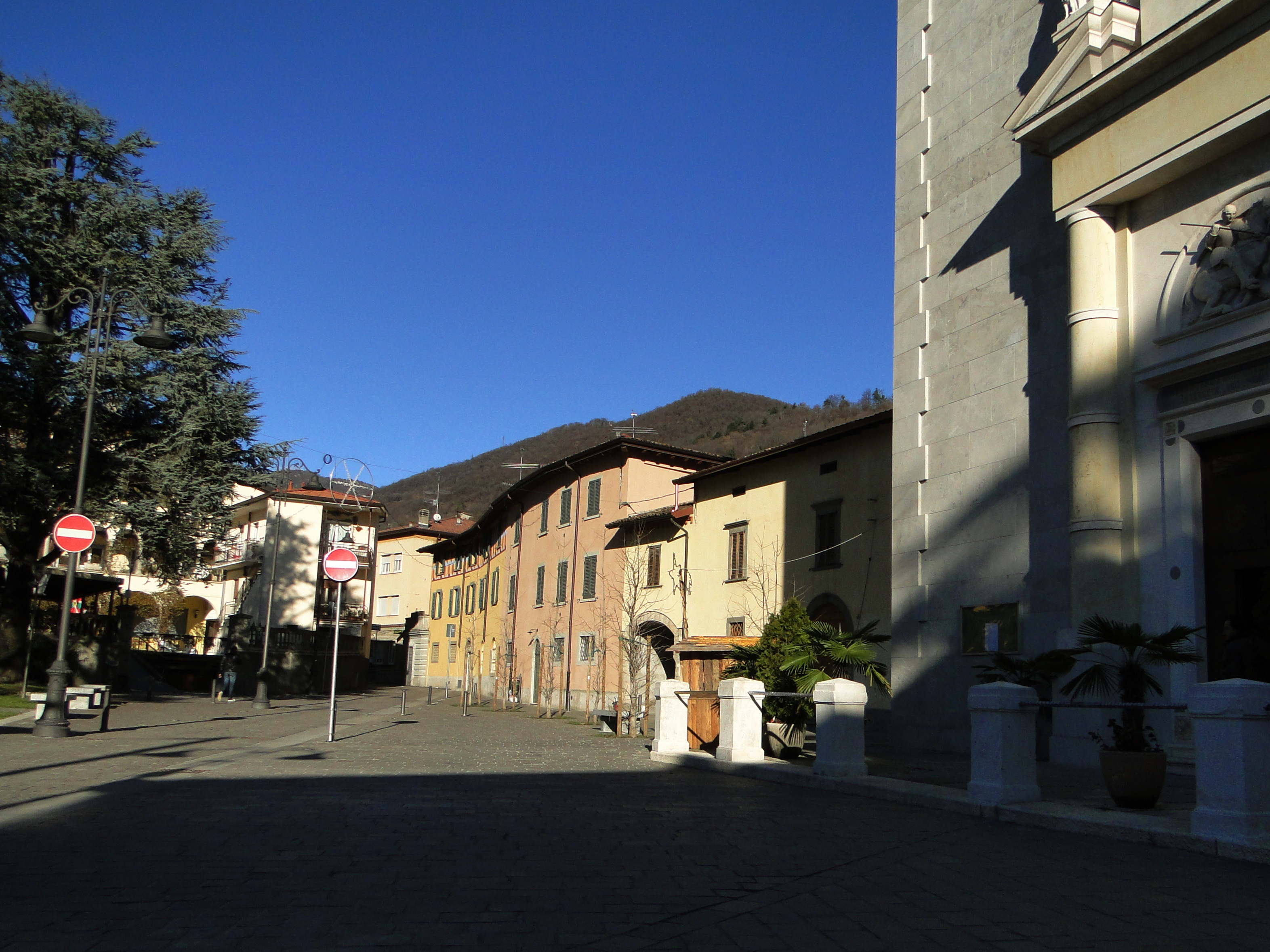
La piazza antistante la chiesa

Ben presto tuttavia cominciarono a verificarsi attriti tra gli abitanti, divisi tra guelfi e ghibellini, che raggiunsero livelli di recrudescenza inauditi. Nese si schierò con la fazione guelfa, ma non vide sorgere sul proprio territorio strutture di difesa.
Ciò nonostante numerosi furono gli episodi tragici accaduti tra la fine del XIV secolo e l'inizio del XV. Il 22 giugno 1379 Giovanni de Sicha, capitano del ghibellino Bernabò Visconti, diede alle fiamme il borgo di Nese, al pari di quello di Ranica, dando inoltre battaglia presso Alzano Maggiore.
Per rendere l'idea di quanto insostenibile fosse la situazione, basta pensare che nel 1398 Giovanni Castiglioni, capitano dei Visconti, vietò a tutti i ghibellini di recarsi, tra gli altri, a Nese, al fine di non mettere a repentaglio la vita.
Soltanto l'arrivo della Repubblica di Venezia mise la parola fine a queste lotte, portando un periodo di relativa quiete.
Nel frattempo la zona aveva acquisito discreta importanza anche a livello commerciale per via dell'esistenza di una strada, la cosiddetta via Mercatorum, che permetteva il passaggio di persone e merci dirette verso la val Brembana, in quei tempi difficilmente raggiungibile utilizzando gli impervi sentieri del fondovalle brembano.
Questa strada lastricata si sviluppava dalla città di Bergamo ed in breve arrivava ad Alzano, da cui si diramava una via secondaria al tragitto principale (che raggiungeva Nembro e saliva a Salmezza), che percorreva la valle del Nesa fino a Monte di Nese. Da qui i traffici seguivano altre due strade alternative: la prima scendeva direttamente a Poscante, la seconda si ricollegava a Salmezza da cui giungeva a Selvino e poi a Trafficanti (frazione di Costa Serina), ed infine a Serina. Da essa Nese trasse notevoli benefici economici, mediante la presenza di locande che ospitavano i viandanti e di stazioni per il cambio dei cavalli.
I secoli seguenti furono contrassegnati dal dominio della Serenissima e da una condizione di stabilità sociale e politica che mancava da parecchi secoli.
Tuttavia la dominazione veneta era mal sopportata dalla locale borghesia, tanto che qui si verificò una delle prime rimostranze contro i veneziani. Era il 1793 quando Giovanni Maria Gritti, console del comune di Nese organizzò, contro l'elevato prezzo delle farine, una protesta che arrivò fino alle autorità della città. L'esito fu negativo, con i promotori imprigionati dal governo cittadino.
In ogni caso dopo soli quattro anni l'intera regione, in seguito al trattato di Campoformio, fu assoggettata alla napoleonica Repubblica Cispadana. Questa nel 1809, nell'ambito di un'ampia opera di riorganizzazione delle realtà comunali, unì Nese al vicino comune di Alzano Maggiore. Tuttavia nel 1816, in seguito al passaggio della zona all'austriaco Regno Lombardo-Veneto, Nese riacquisì la propria autonomia amministrativa.
Nella seconda parte del XX secolo il comune fu soggetto ad un tumultuoso sviluppo urbanistico, sociale ed economico, con numerose aziende che si insediarono sul territorio, su tutte la Zerowatt. Anche la popolazione crebbe in modo esponenziale: si consideri difatti che nei due secoli precedenti, precisamente tra il 1575 ed il 1818, il numero degli abitanti aveva segnato un lieve aumento (da 587 a 670), mentre già nel 1902 questi erano quasi triplicati, raggiungendo la considerevole cifra di 1.800, salita ulteriormente a 3.044 nel 1939, anno in cui venne aggregato definitivamente ad Alzano Lombardo.
Con la chiusura dello stabilimento della Zerowatt, avvenuta nel 2001, il paese perse la sua connotazione industriale ed artigianale, mantenendo solo caratteristiche residenziali. L'importanza che l'azienda ha ricoperto per il paese è evidenziata sia dall'intitolazione della via di accesso al polo industriale, sia da un'opera dell ' Artista  Francesco Lussana.

## Luoghi d'interesse

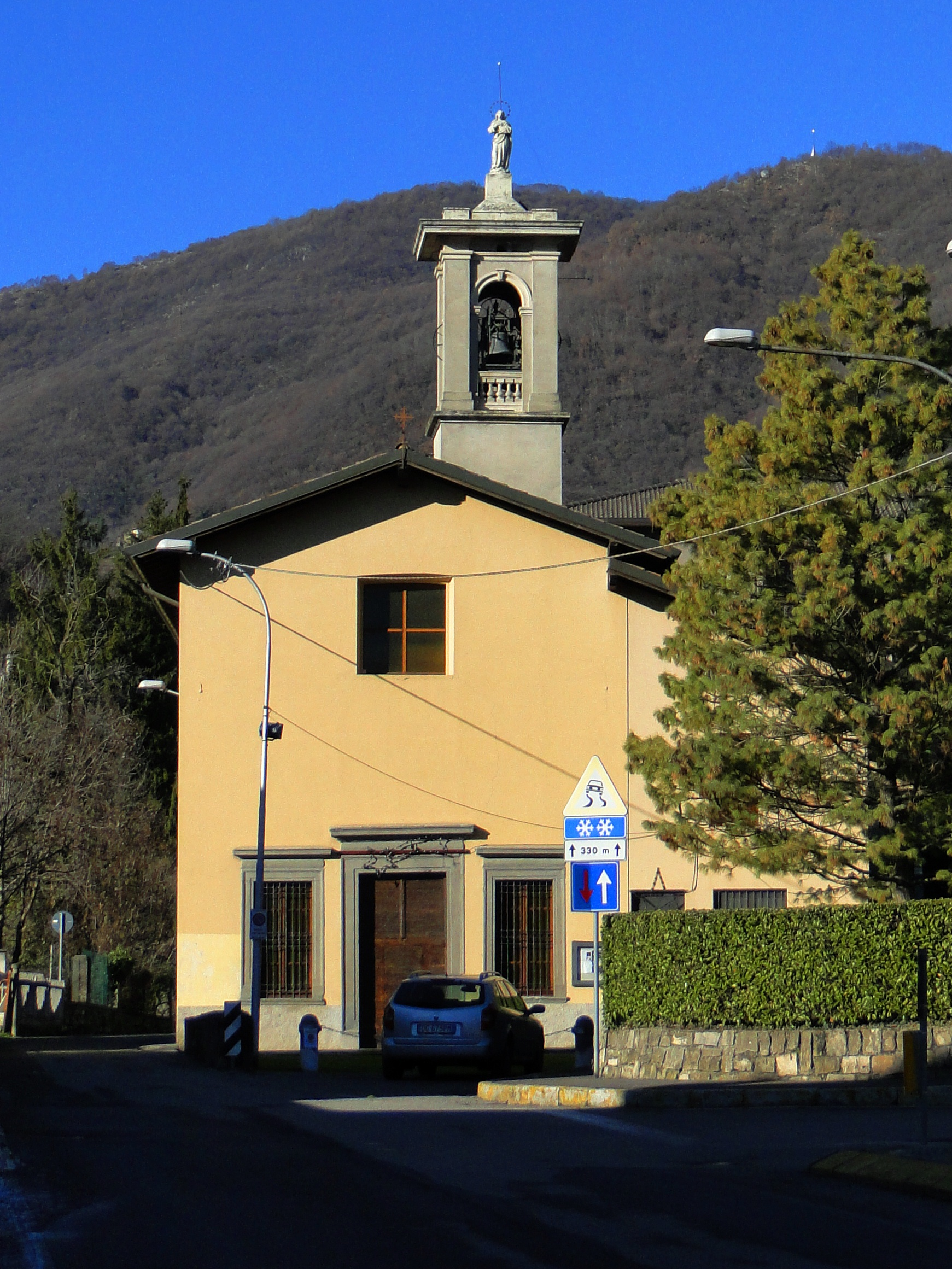
Il santuario dell'Assunta di Grumasone

L'edificio di maggior interesse presente sul territorio è indubbiamente la chiesa parrocchiale di san Giorgio martire. Le sue origini sono antichissime, dato che la struttura originale pare sia antecedente all'anno 1000, anche se già nel 1296 venne completamente rifatta sul perimetro della precedente e dedicata a san Giorgio e sant'Agnese.
Nella successiva riedificazione, avvenuta nel 1655, vennero aggiunte due campate con quattro archi a tutto sesto, mentre vennero conservati il coro, l'attigua cappelletta dei morti (nota anche come chiesa del Crocifisso) e la sacrestia. Quest'ultima venne rifatta nel 1732 su progetto di Giovan Battista Caniana.
All'interno vi erano degli affreschi di Bartolomeo Vivarini, venduti poi all'inizio del XIX secolo.
La chiesa risale invece al periodo compreso tra il 1846 ed il 1850, e venne costruita sul perimetro della precedente su progetto dell'architetto Giuseppe Berlendis. La struttura è a una sola navata sul fondo della quale si apre l'abside con l'altare. La volta è decorata con episodi della vita di san Giorgio, mentre la facciata, eseguita nel 1933 su progetto di Luigi Angelini, è composta da lastre di marmo grigio. All'interno si trovano interessanti dipinti di Gian Paolo Cavagna, Palma il Giovane e Giovanni Carobbio, ai quali vanno aggiunte le opere presenti nella sacrestia, tra le quali si segnalano la Madonna in trono con i santi Narno e Marco, sempre del Cavagna, la  Morte di san Giuseppe di Antonio Cifrondi, e le sculture in legno eseguite della bottega dei Caniana.

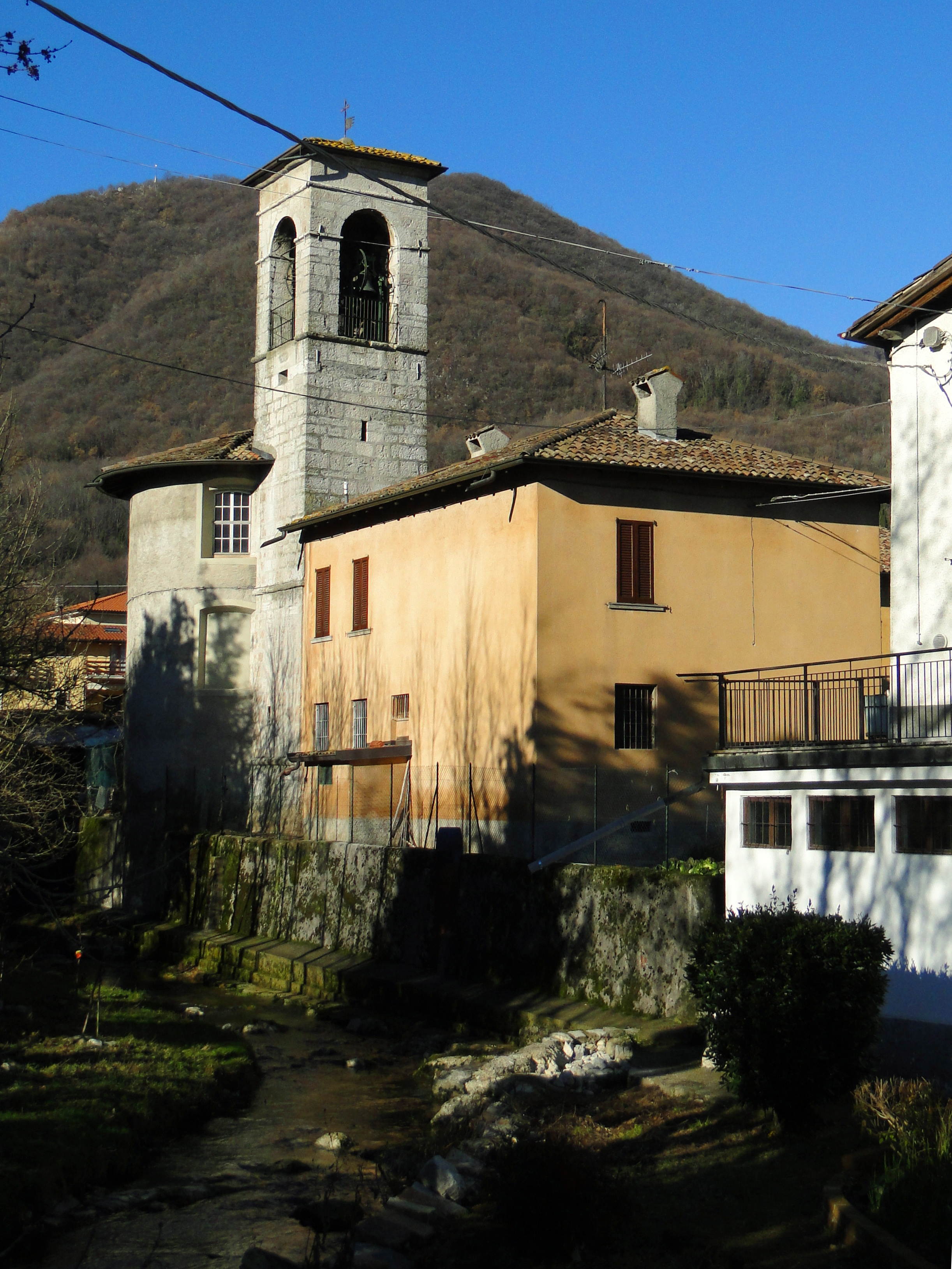
La chiesa della Ss. Trinità presso la frazione Busa

Sul lato destro dello stesso corpo strutturale si trova la chiesa del Crocefisso, conosciuta anche come chiesa dei morti. Ad essa si può accedere sia tramite un ingresso esterno che da una porta nella parete della parrocchiale. Edificata nel corso del XVII secolo per ospitare le sepolture, ha dimensioni molto ridotte ed una navata singola con due campate. All'interno, oltre alle volte decorate con colori vivaci, si trovano i dipinti di Carlo Ceresa (Cristo in croce adorato da Madonna) e di Federico Ferrari (appartenente alla scuola del Tintoretto).
Ai limiti dell'abitato si trova inoltre il santuario dell'Assunta di Grumasone, noto anche come Madonna del giglio. Questa all'inizio del XVI secolo era una piccola santella situata lontana dal centro storico, a metà strada tra Nese e la frazione Busa, ed utilizzata da commercianti e viandanti in quanto posta sulla strada utilizzata come collegamento tra Bergamo e la val Brembana. Nella seconda metà dello stesso secolo venne ingrandita fino a raggiungere le dimensioni di una chiesa vera e propria, mentre raggiunse la struttura attuale, a navata singola con tre campate, in seguito all'ampliamento del XVII secolo. Interessanti le opere custodite, che includono decorazioni settecentesche, i dipinti della vita di Maria, la tela dell’Assunta eseguita dal Cavagna, l'altare, opera della bottega dei Caniana e una "Madonna col Bambino", scultura lignea di fine quattrocento di Pietro Bussolo.
Nella frazione Busa si trova infine la chiesa della Santissima Trinità, le cui origini riconducono al XIV secolo. Tuttavia della struttura originale non resta più nulla, per via dei successivi rifacimenti avvenuti nel XVII secolo, quando vennero aggiunti anche campanile ed altari, e del XVIII secolo, con la modifica dell'abside.
La navata è singola, scandita da tre campate, mentre all'interno si trova l'altare maggiore, opera della bottega dei Caniana, e tre tele, tra le quali spicca la Trinità, attribuita a Vincenzo Angelo Orelli.

## Attività sportive
Come attività sportive in questa frazione c'è l'U.S.O. AlzaNese, che ha 300 iscritti circa tra pallavolo e calcio. La prima squadra milita nel campionato di Terza Categoria della provincia di Bergamo.